# Joseph Schorer
Joseph Schorer (geboren 1894 in Mindelheim; gestorben 1946 in Hamburg) war ein deutscher Fotograf. 

## Leben
Joseph Schorer besuchte von 1907 bis 1910 die Gewerbliche Fortbildungsschule Mindelheim und ging von 1908 bis 1911 beim Fotografen Anton Krumm in die Lehre. Anschließend arbeitete er in Berlin und ab 1913 in Hamburg. Im Ersten Weltkrieg wurde er als Soldat an der Westfront eingesetzt. Ab 1922 lebte er wieder in Hamburg. Schorer arbeitete freiberuflich als Pressefotograf für die Zeitungen Hamburger Tageblatt, Hamburger Anzeiger, Hamburger Fremdenblatt und auch für Zeitungen in Berlin. 

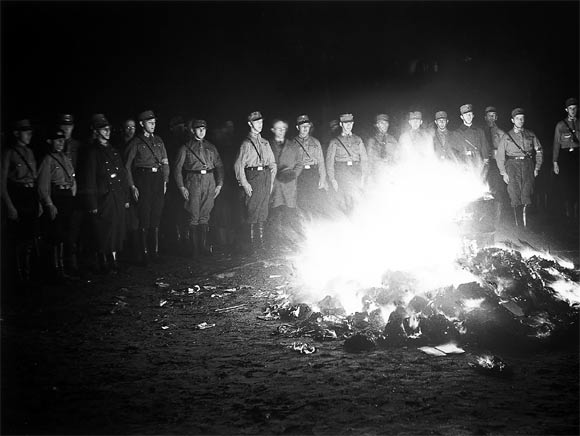
Bücherverbrennung 1933

Nach der Machtübergabe an die Nationalsozialisten 1933 verlor er Aufträge, da er sich weigerte, in die NSDAP einzutreten. Nach Ende des Zweiten Weltkriegs eröffnete er ein Fotogeschäft in Hamburg. Ihm wurde vorgeworfen, mit Kameras aus Wehrmachtsbeständen Handel zu treiben und er wurde von einem britischen Militärgericht zu einer Gefängnisstrafe verurteilt. Schorer starb kurz nach seiner Haftentlassung. 
Als Pressefotograf fotografierte Schorer das Zeitgeschehen im Hamburg der 1920er bis 1940er Jahre. Daneben schuf er auch Bilder von kulturellen Ereignissen, von den Olympischen Spielen 1936 und Porträtfotos zeitgenössischer Persönlichkeiten.

## Fotografien
- Bildarchiv Preußischer Kulturbesitz (Hrsg.): Als Hamburg unter den Nazis lebte. 152 wiederentdeckte Fotos eines Zeitzeugen. Hamburg/Zürich 1986. ISBN 3-89136-087-8
- Jan Zimmermann (Hrsg.): Hamburg – Krieg und Nachkrieg: Fotografien 1939–1949. Hamburg: Junius 2017. ISBN 978-3-88506-802-0